# Малгожата Кожуховська
Малгожата Кожуховська (пол. Małgorzata Kożuchowska) — польська акторка театру, кіно, радіо та телебачення, також актор озвучування.

## Біографія
Малгожата Кожуховска народилася 27 квітня 1971 році у Вроцлаві. У 1993 р. закінчила Державну вищу театральну школу в Варшаві (тепер Театральна академія ім. А. Зельверовича). Дебютувала в театрі у 1994 році. Акторка театрів у Варшаві. Виступає в спектаклях «театру телебачення» з 1993 р. та «театру польського радіо» з 1995 р.

## Вибранна фільмографія
- 1997 — Кілер / Kiler
- 1999 — Кілер 2 / Kiler-ów 2-óch
- 2002 — Суперпродукція / Superprodukcja
- 2005 — Судовий виконавець / Komornik
- 2007 — Ханя / Hania
- 2007 — Сьогодні п'ятниця / Dzisiaj jest piątek
- 2007 — Жити або вмерти / Living & Dying (США)
- 2008 — Сонливість / Senność